# 基思·特拉斯克
基思·特拉斯克（英語：Keith Trask，1960年11月27日—），新西兰男子赛艇运动员。他曾代表新西兰参加1984年夏季奥林匹克运动会赛艇比赛，获得男子四人单桨无舵手金牌。